# 地掌乡
地掌乡是中国陕西省咸阳市长武县下辖的一个乡。

## 行政区划
地掌乡下辖以下行政区：
代岭村、地掌村、米家墩村、南峪村、朱家沟村、槐庄村、马寨村、西坡村、安里村、东升村、半坡村、武家沟村、司家河村、汤渠村、齐宇河村、浅水村